# متئو ورومان
متئو ورومان (انگلیسی: Mathéo Vroman؛ زادهٔ ۱۹ نوامبر ۲۰۰۱) بازیکن فوتبال اهل فرانسه است.